# فورت مايرز بيتش
فورت مايرز بيتش فلوريدا (بالإنجليزية: Fort Myers Beach)‏ هي مدينة أمريكية تقع في ولاية فلوريدا. تبلغ مساحة هذه المدينة 15.9 (كم²)،ويبلغ عدد سكانها 6561 نسمة حسب إحصاء سنة 2010 م 6561.تشير إحصاءات سنة 2000م بأن الكثافة السكانية في هذه المدينة تقدر بـ(885.7) نسمة/كم2 

## أعلام
- تايرا تورنر
- بروس كامبل